# ブラインド・サイド アメフトがもたらした奇蹟
『ブラインド・サイド アメフトがもたらした奇蹟』（ブラインド・サイド アメフトがもたらしたきせき、原題: The Blind Side: Evolution of a Game）は、2006年9月2日にW・W・ノートン&カンパニーより出版されたマイケル・ルイスの著書である。アメリカンフットボールを題材としている。

## 内容
本書は、過去30年間でフットボールの戦略がどのように進化してきたのかを、2点から検証している。1つ目は、当初シンシナティ・ベンガルズ、後にサンフランシスコ・フォーティナイナーズで大成功を収めたビル・ウォルシュによるウェストコースト・オフェンスの発明、もう1つは1981年のニューヨーク・ジャイアンツへのラインバッカーのローレンス・テイラーの加入である。パスの頻度が増え、特に致命的なパスラッシャーが出現したことにより、オフェンシブレフトタックルの重要性が増した。多くのクォーターバックは右利きであり、したがってボールを投げる際には左側からパスラッシュしてくるラインバッカーや他のディフェンダーに背を向けることになり、レフトタックルが守る必要がある脆弱な「ブラインド・サイド」ができてしまう。テイラーのスピードとパワーにより、アウトサイドのラインバッカーはより攻撃的でアグレッシブなポジションへと変異した。結果、チームはより大きく機敏なレフトタックルを重視するようになった。NFLで初めてフリーエージェント制が導入された際、オフェンス、特にレフトタックルの新たな重要性が注目され、スティーヴ・ウォレスとウィル・ウォルフォードの研究もあり、全ポジションの中で最も大きな賃金上昇がみられた。
本書ではまた、オールミス・レベルズの元レフトタックルで、後にボルチモア・レイブンズのライトタックルとなるマイケル・オアーについても書かれている。ルイスは、オーアの貧しい生い立ちからブライアクレスト・クリスチャン・スクールでの日々、ショーン（マイケル・ルイスの元同級生）とリー・アン・テューイによる養子縁組、そしてカレッジフットボールで最も注目される有望選手の1人としての地位に至るまでを追っている。

## 映画化
本書を基にした2009年の映画『しあわせの隠れ場所』は、ジョン・リー・ハンコックが監督し、マイケル・オアーの物語を中心として製作されている。オアー役はクィントン・アーロンが務め、他にサンドラ・ブロック、ティム・マグロウ、キャシー・ベイツらが出演している。また、過去および現在のカレッジフットボールコーチ数名が本人役で出演している。
ブロックはリー・アン・テューイを演じたことにより、第82回アカデミー賞主演女優賞を獲得し、映画も作品賞にノミネートされた。

## 日本語版
日本語版は2009年に武田ランダムハウスジャパンより、藤澤將雄翻訳、河口正史監修で出版された。2012年には文庫版が種パンされた。2015年には早川書房より、『ブラインド・サイド しあわせの隠れ場所』と改題されて再出版された。
- マイケル・ルイス 著、藤澤將雄 訳『ブラインド・サイド アメフトがもたらした奇蹟』武田ランダムハウスジャパン、2009年11月25日。ISBN 978-4270005385。
- マイケル・ルイス 著、藤澤將雄 訳『ブラインド・サイド アメフトがもたらした奇蹟』武田ランダムハウスジャパン、2012年9月11日。ISBN 978-4270104231。
- マイケル・ルイス 著、藤澤將雄 訳『ブラインド・サイド しあわせの隠れ場所』早川書房、2015年1月23日。ISBN 978-4150504229。